# Тотров Рустам Станіславович
Рустам Станіславович Тотров (рос. Рустам Станиславович Тотров, 15 липня 1984, Владикавказ, Північна Осетія) — російський борець греко-римського стилю, срібний призер чемпіонату світу, срібний олімпійський медаліст. Заслужений майстер спорту Росії з греко-римської боротьби.

## Життєпис
Боротьбою почав займатися з 1998 року. Перший тренер Вахтанг Гаглоєв.
Виступав за борцівський клуб з Тюмені. Чемпіон Росії (2008, 2012 — до 96 кг). Срібний (2011, 2013 — до 96 кг) і бронзовий (2015 — до 98 кг) призер чемпіонатів Росії. У збірній команді Росії з 2005 року. Тренери — Володимир Уруймагов, Сергій Воробйов.

## Державні нагороди
Нагороджений медаллю ордена «За заслуги перед Вітчизною» I ступеня (13 серпня 2012 року).

## Спортивні результати на міжнародних змаганнях

### Виступи на Олімпіадах
| Змагання                    | Збірна | Вагова категорія                 | Місце  |
| --------------------------- | ------ | -------------------------------- | ------ |
| Літні Олімпійські ігри 2012 | Росія  | греко-римська боротьба, до 96 кг | Срібло |

### Виступи на Чемпіонатах світу
| Змагання                        | Збірна | Вагова категорія                 | Місце  |
| ------------------------------- | ------ | -------------------------------- | ------ |
| Чемпіонат світу з боротьби 2011 | Росія  | греко-римська боротьба, до 96 кг | Бронза |

### Виступи на Чемпіонатах Європи
| Змагання                         | Збірна | Вагова категорія                 | Місце |
| -------------------------------- | ------ | -------------------------------- | ----- |
| Чемпіонат Європи з боротьби 2011 | Росія  | греко-римська боротьба, до 96 кг | 10    |
| Чемпіонат Європи з боротьби 2012 | Росія  | греко-римська боротьба, до 96 кг | 7     |

### Виступи на Кубках світу
| Змагання                    | Збірна | Вагова категорія                 | Місце  |
| --------------------------- | ------ | -------------------------------- | ------ |
| Кубок світу з боротьби 2010 | Росія  | греко-римська боротьба, до 96 кг | 5      |
| Кубок світу з боротьби 2011 | Росія  | греко-римська боротьба, до 96 кг | 4      |
| Кубок світу з боротьби 2014 | Росія  | греко-римська боротьба, до 98 кг | Срібло |

### Виступи на інших змаганнях
| Змагання                                    | Збірна | Вагова категорія                 | Місце  |
| ------------------------------------------- | ------ | -------------------------------- | ------ |
| Турнір Дана Колова — Николи Петрова 2008    | Росія  | греко-римська боротьба, до 96 кг | Бронза |
| Золотий Гран-прі з боротьби 2009            | Росія  | греко-римська боротьба, до 96 кг | Золото |
| Турнір Івана Піддубного 2010                | Росія  | греко-римська боротьба, до 96 кг | Золото |
| Турнір Івана Піддубного 2011                | Росія  | греко-римська боротьба, до 96 кг | Золото |
| Кубок Владислава Питласинські 2011          | Росія  | греко-римська боротьба, до 96 кг | Золото |
| Вогні Москви 2011                           | Росія  | греко-римська боротьба, до 96 кг | Золото |
| Меморіал Олега Караваєва 2011               | Росія  | греко-римська боротьба, до 96 кг | Золото |
| Турнір Івана Піддубного 2012                | Росія  | греко-римська боротьба, до 96 кг | Золото |
| Тор Мастерс 2012                            | Росія  | греко-римська боротьба, до 96 кг | Срібло |
| Кубок Владислава Пітласинські 2012          | Росія  | греко-римська боротьба, до 96 кг | Бронза |
| Турнір Вехбі Емре 2013                      | Росія  | греко-римська боротьба, до 96 кг | Срібло |
| Трофей Адріатики 2013                       | Росія  | греко-римська боротьба, до 96 кг | Золото |
| Кубок Владислава Пітласинські 2013          | Росія  | греко-римська боротьба, до 96 кг | 5      |
| Всесвітні ігри бойових мистецтв 2013        | Росія  | греко-римська боротьба, до 96 кг | Золото |
| Кубок Владислава Пітласинські 2014          | Росія  | греко-римська боротьба, до 98 кг | 10     |
| Кубок Хапаранди з боротьби 2014             | Росія  | греко-римська боротьба, до 98 кг | Золото |
| Кубок Президента Казахстану з боротьби 2015 | Росія  | греко-римська боротьба, до 98 кг | Золото |
| Золотий Гран-прі з боротьби 2015            | Росія  | греко-римська боротьба, до 98 кг | 5      |
| Турнір Івана Піддубного 2016                | Росія  | греко-римська боротьба, до 98 кг | 18     |

### Виступи на змаганнях молодших вікових груп
| Змагання                                       | Збірна | Вагова категорія                 | Місце |
| ---------------------------------------------- | ------ | -------------------------------- | ----- |
| Чемпіонат Європи з боротьби серед юніорів 2004 | Росія  | греко-римська боротьба, до 84 кг | 10    |